# Gelbbauchastrild
Der Gelbbauchastrild  (Coccopygia quartinia, Syn.: Estrilda quartinia) ist eine Art aus der Familie der Prachtfinken. Die taxonomische Einordnung dieser Art ist noch nicht abschließend geklärt: Der Gelbbauchastrild wird gelegentlich mit dem Grünastrild in einer Art zusammengefasst. Es werden drei Unterarten für diese Art unterschieden.

## Beschreibung
Der Gelbbauchastrild erreicht eine Körperlänge von neun bis zehn Zentimeter. Das Männchen ist am Kopf von der Stirn bis hin zum oberen Nackenbereich aschgrau. Im Nacken geht dies in olivgrün über. Der Mantel und die Flügeldecken sind olivfarben. Der hintere Rücken sowie die Oberschwanzdecken sind orangerot. Kinn, Kehle und vordere Halsseiten sind hell aschgrau, was die Art unter anderem vom Grünastrilden unterscheidet, der hier schwarz gefiedert ist. Die Brust ist grau, die Armschwingen sind graubraun, wobei viele Individuen Armschwingen mit orangegelben Außensäumen haben. Der Bauch und die Unterschwanzdecken sind hell gelblich. Der Schnabel ist auffallend zweifarbig: Der Oberschnabel ist schwarz, während der Unterschnabel rot ist. Die Läufe und Füße sind graubraun.
Die Weibchen ähneln den Männchen, sind aber auf der Körperunterseite etwas heller.
Verwechslungsmöglichkeiten bestehen unter anderem mit dem Sumpfastrild. Diese Art unterscheidet sich vom Gelbbauchastrild unter anderem durch den vollständig roten Schnabel, die braune Körperoberseite. Das Verbreitungsgebiet des Grünastrild reicht zwar an den des Gelbbauchastrild heran, allerdings überlappen sich die Verbreitungsgebiete der beiden Arten nicht.

## Verbreitung und Lebensweise
Das Verbreitungsgebiet des Gelbbauchastrilden reicht in Ostafrika von Eritrea entlang des Afrikanischen Grabenbruchs bis in den Osten von Simbabwe. Ihr Lebensraum sind hügeliges oder bergiges Gelände. In Südafrika kommen sie bis in Höhenlagen von 1.800 Meter, in Simbabwe zwischen 300 und 2.300 Meter vor. In Eritrea reicht ihre Höhenverbreitung sogar bis 2.500 Meter. Sie halten sich im lichten Buschwald, im Kulturland sowie am Rand des Bergwaldes auf.
Die Brutzeit variiert in Abhängigkeit vom Verbreitungsgebiet. Die Balz ist bislang noch nicht im Freiland beobachtet worden. Die Nester werden in Büschen oder in kleinen Bäumen errichtet und befinden sich normalerweise in einer Höhe zwischen 1,50 und 5 Meter über dem Erdboden. Das Gelege besteht aus drei bis sechs, meist aber vier bis fünf Eiern.

## Haltung
Gelbbauchastrilde wurden erstmals durch den Tierimporteur Fockelmann in den 1920er Jahren nach Deutschland importiert. In England kamen sie ebenfalls zu Beginn der 1920er und 1930er Jahre mehrfach in den Handel. Seit 1957 sind Gelbbauchastrilde regelmäßig, aber nie in größerer Stückzahl im Handel. Sie werden mittlerweile von einem kleinen Kreis von Haltern regelmäßig nachgezüchtet. Sie gelten als sehr friedfertig, benötigen aber um ihre spezifischen Verhaltensweisen zu zeigen eine dicht bepflanzte Voliere.

## Belege

### Einzelbelege
1. ↑   Eintrag auf AVIBASE zum Gelbbauchastrild, abgerufen am 18. Juni 2010.
2. ↑  Fry et al., S. 274.
3. ↑  Nicolai et al., S. 226.
4. ↑  Nicolai et al., S. 227.